# エフエムこしがや
株式会社エフエムこしがやは、埼玉県越谷市、草加市、八潮市、三郷市、吉川市、松伏町の一部地域を放送区域として超短波放送（FM放送）を営む特定地上基幹放送事業者である。「ハロー・ハッピーこしがやエフエム868」の愛称でコミュニティ放送を行っている。

## 概要
2016年開局。創業者は阪神・淡路大震災のボランティアを長く経験しており、コミュニティFM局の必要性を感じたという。
送信所は市内東部にある東埼玉資源環境組合（リユース）第一工場にあり、アンテナはその屋上（地上高100m）に設置されている。
放送区域内の世帯は越谷市全世帯の96.16%、室内アンテナの設置・カーラジオ等により可聴世帯数は300万世帯以上 (750万人以上) と推定。
自社制作番組以外の時間は、コミュニティ局向け番販ネット番組を多く放送している。

## 沿革
- 2012年（平成24年）3月8日 - 株式会社エフエムこしがや設立。
- 2015年（平成27年）10月16日 - 特定地上基幹放送局の予備免許取得。
- 2016年（平成28年）
  - 1月17日 - 試験電波発射開始[4]。
  - 2月23日 - 2回目の試験電波発射[5]。これ以降、継続的に電波を発射。
  - 3月25日 - 特定地上基幹放送局の免許取得[6]。
  - 3月27日 - 13時に開局[7]。
- 2017年（平成29年）7月1日 - ListenRadioを利用したインターネット経由による聴取が可能になる[8]。

## 主な番組
生放送
- モーニングライブ　ハッピー868（月 - 土 7:30 - 10:00）
- ランチライブ　ハッピー868（月 - 土 12:00 - 14:30）
- イブニングライブ　ハッピー868（月 - 土 15:30 - 19:00）
- オカリナ吹きの日本再発見　フジカ（月 10:30 - 11:00）
- しぶけんにドラムと音楽　今夜もしゃべらせナイト（月 20:00 - 21:00）※隔週再放送
- 子育てはひふへほ（火 10:30 - 11:30）
- みるきーのmilk pot（第4火曜　21:00 - 22:00）
- Yukiee’s picky MODE（水曜 21:00 - 22:00）※隔週再放送。K3N（当局・FM kawaguchi（川口市）・フラワーラジオ（鴻巣市））の埼玉県内3局ネット番組

- 藤 百々花のSong for Flowers（火 15:00 - 15:30）※第1・第3週（再放送）
- はるかひとみのふるこねくと！ちゃんねる（水 19:30 - 20:00）
- モテないラジオ（金 19:00 - 20:00）
- GOROとMruのとーく＆そんぐ（第1・3週土曜 11:00 - 11:15）
- Tokyo-Boston Music Network（第1週土曜 21:00 - 22:00）
- サウンズクロスの3チャンネル（第2週土曜 21:00 - 22:00）
- さくまひできの歌ラジ（第3週土曜 21:00 - 22:00）
- リオケーティーの歌ってシャベリンガル（第4週土曜 21:00 - 22:00）

放送番組についてを参照